# Каменка (Сергачский район)
Ка́менка — деревня в Сергачском районе Нижегородской области России. Входит в состав Староберёзовского сельсовета.

## География
Деревня находится в юго-восточной части Нижегородской области, в зоне хвойно-широколиственных лесов, к югу от реки Пьяна, при автодороге 22К-0082, на расстоянии приблизительно 15 км (по прямой) к юго-востоку от города Сергач, административного центра района.
Климат
Климат характеризуется как умеренно континентальный, с коротким тёплым летом и холодной снежной зимой. Среднегодовая температура — 3,6 °C. Средняя температура воздуха самого тёплого месяца (июля) — 20 — 22 °C; самого холодного (января) — −11,5 °C. Среднегодовое количество атмосферных осадков составляет 450—500 мм, из которых большая часть выпадает в тёплый период.
Часовой пояс
Деревня Каменка, как и вся Нижегородская область, находится в часовой зоне МСК (московское время). Смещение применяемого времени относительно UTC составляет +3:00.

## Население
| 2002 | 2010 |
| ---- | ---- |
| 179  | ↘119 |

Национальный состав
Согласно результатам переписи 2002 года, в национальной структуре населения мордва-эрзя составляла 92 %.

## Известные уроженцы
- Елютин, Андрей Фёдорович (1902—1978) — советский деятель высшего образования.